# Lars Uhre
Lars Uhre Petersen (* 18. April 1972) ist ein dänischer Badmintonspieler und -trainer. 

## Karriere
Lars Uhre siegte als Aktiver bei den Cyprus International 1992 sowohl im Doppel als auch im Mixed. Im Einzel wurde er bei derselben Veranstaltung Zweiter. Nach seiner Karriere als Spieler startete er eine Trainerlaufbahn. Im August 2010 wurde er Nationaltrainer Dänemarks.